# Jesse Douglas
Jesse Douglas, född 3 juli 1897 i New York, USA, död 7 september 1965 i New York, var en amerikansk matematiker. År 1936 tilldelades han Fieldspriset och 1943 tilldelades han Böcherpriset. Han tilldelades Fieldpriset för sin lösning av Plateaus problem.

## Biografi
Douglas föddes i en judisk familj och var son till Sarah (född Kommel) och Louis Douglas. Han studerade på City College of New York för sin grundutbildning och tog examen med goda betyg i matematik 1916. Han flyttade sedan till Columbia University som doktorand och tog en doktorsexamen i matematik 1920.

## Karriär och vetenskapligt arbete
Douglas var en av två vinnare av de första Fieldsmedaljerna, som delades ut 1936. Han hedrades för att 1930 lösa Plateau's problem, som frågar om det finns en minimal yta för en given gräns. Problemet, som är öppet sedan 1760 då Lagrange tog upp det, är en del av variationskalkylen och är också känt som såpbubbelproblemet. Douglas gav också betydande bidrag till det omvända problemet med variationskalkylen. American Mathematical Society tilldelade honom Bôcher Memorial Prize 1943.
Douglas blev senare professor vid City College of New York (CCNY), där han undervisade fram till sin död. Vid den tiden erbjöd CCNY endast grundutbildning och professor Douglas undervisade i den avancerade kalkylkursen. Sophomores (och nybörjare med avancerad placering) hade förmånen att få sin introduktion till reell analys från en Fields-medaljör.